# Archange Gabriel (Le Pérugin)
L'Archange Gabriel   (en italien : arcangelo Gabriele) est une peinture religieuse  du Pérugin, datant de 1502-1523 environ, et conservée à la   Galerie nationale de l'Ombrie à Pérouse.

## Histoire
Le tableau provient du Polyptyque de Sant'Agostino une peinture religieuse du Pérugin, réalisée pendant la période tardive du peintre de 1502 à 1523.

## Thème
L' Archange Gabriel appartient aux trois traditions religieuses monothéistes (juive, chrétienne et islamique), présent notamment dans l'Annonciation à la Vierge Marie. Ici la représentation est selon l'iconographie chrétienne : il porte une branche de trois lys tourné à droite en annonciateur vers la Vierge.

## Description
La composition est inscrite dans un tondo. L'archange est représente des trois-quarts tourné vers la droite, portant de sa main gauche un tige de trois lys. Il porte un pourpoint rouge et ses deux ailes détaillées sont ouvertes.
Le ciel est visible dans le fond entre une architecture ouvragée, chiquetée de marbre et de moulures, qui monte au-dessus de l'horizon et un  haut occulté par une bande brun-orangé.

## Analyse
Le dessin est néanmoins clair et bien défini, les lignes liantes, la composition sereine et plaisante caractérisée par la monumentalité marquée par la pureté des volumes des vêtements aux couleurs délicates et apaisantes, aux larges plis dans lesquels joue la lumière. La figure possède une idéalisation parfaite issue de l'esthétique des développements artistiques du XVIe siècle.